# Liste von Bergen und Erhebungen des Hunsrück

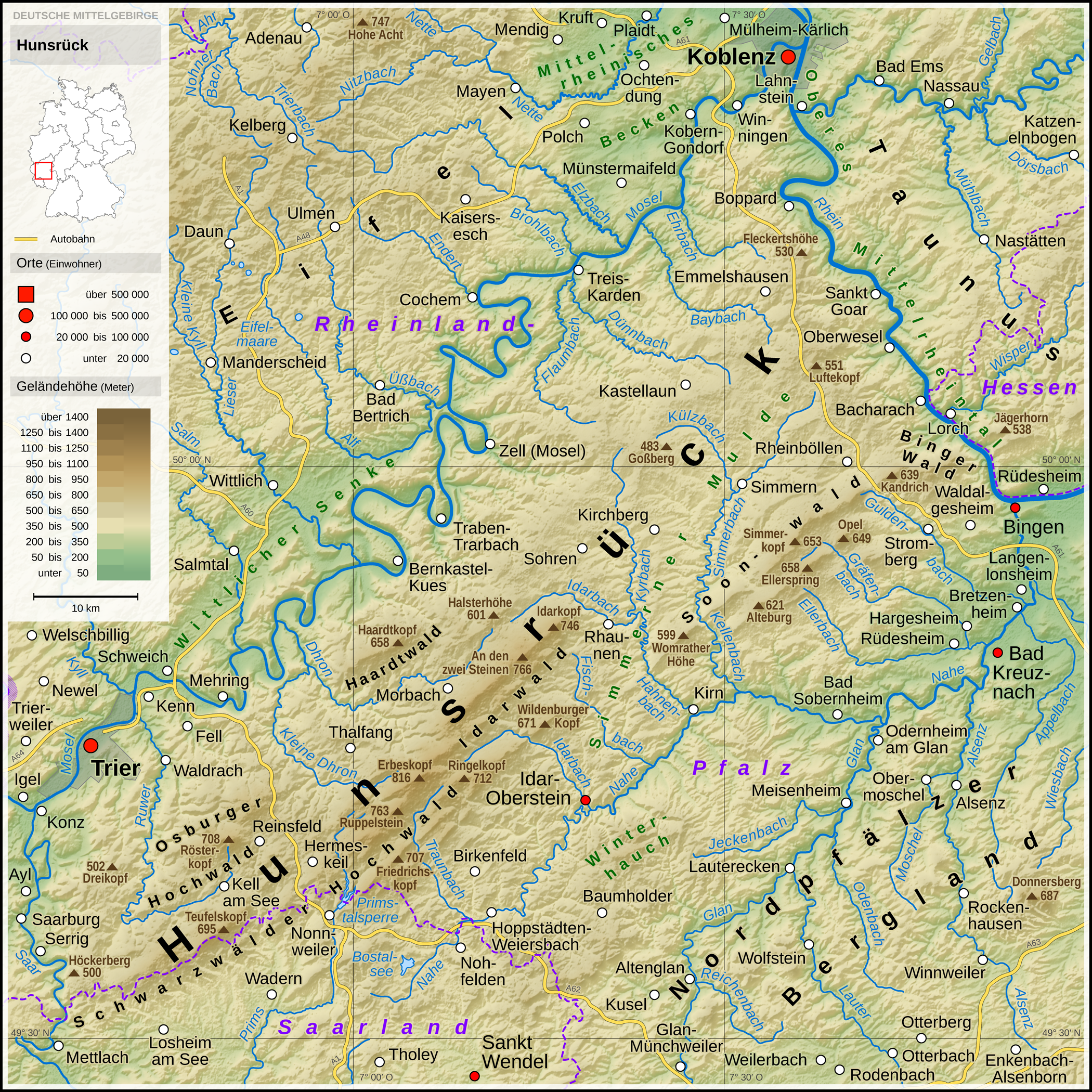
Topografische Karte des Hunsrück

Die Liste von Bergen und Erhebungen des Hunsrück enthält eine Auswahl der Berge und Erhebungen sowie deren Ausläufer des in Rheinland-Pfalz und Saarland (Deutschland) gelegenen und zum Rheinischen Schiefergebirge gehörenden Mittelgebirges Hunsrück, sowie jenen in den Naturparks Saar-Hunsrück und Soonwald-Nahe.
Fünf Spalten der in der Ausgangsansicht absteigend nach Höhe in Meter (m) über Normalhöhennull (NHN); wenn nicht anders angegeben laut  sortierten Tabelle sind durch Klick auf die Symbole bei ihren Überschriften sortierbar. In der Spalte „Berg, Erhebung, Ausläufer“ sind Alternativnamen in Klammern gesetzt, kleingedruckt und kursiv geschrieben. In dieser Spalte stehen bei mehrmals vorkommenden, gleichnamigen Eintragungen kleingedruckt und in Klammern gesetzt zur Unterscheidung.
Die in der Tabelle verwendeten Abkürzungen sind unten erläutert.
| Berg, Erhebung, Ausläufer    | Höhe (m) | Naturraum (Lage)                   | Landkreis/e, Kreisfreie Städte         | Kommentar/e | Bild |
| ---------------------------- | -------- | ---------------------------------- | -------------------------------------- | --- | --- |
| Erbeskopf                    | 816,32   | Schwarzwälder Hochwald             | Bernkastel-Wittlich                    | Höchster Berg des Hunsrück und von Rheinland-Pfalz; Höchste deutsche linksrheinische Erhebung; Aussichtsturm Erbeskopf | Erbeskopf von Nordosten                                                                                                   |
| Sandkopf (Erbeskopf-Nk)      | 807,3    | Schwarzwälder Hochwald             | Bernkastel-Wittlich                    | | Erbeskopfmassiv |
| Springenkopf (Erbeskopf-Nk)  | 784,2    | Schwarzwälder Hochwald             | Bernkastel-Wittlich                    | | |
| An den zwei Steinen          | 766,2    | Idarwald                           | Bernkastel-Wittlich, Birkenfeld        | | An den zwei Steinen im Hauptkamm des Idarwaldes von der Hunsrückhöhenstraße am Stumpfen Turm bei Hinzerath                |
| Kahlheid                     | 766,0    | Idarwald                           | Bernkastel-Wittlich, Birkenfeld        | Fernmeldeturm Kahlheid                                                                                                 | Kahlheid (links) mit Fernmeldeturm und Erbeskopf (rechts) mit Radom aus Nordwesten oberhalb Thalfang                      |
| Ruppelstein                  | 762,7    | Schwarzwälder Hochwald             | Birkenfeld                             | Richtfunkturm Ruppelstein                                                                                              | Schild mit Höhenangabe unterhalb des Gipfels                                                                              |
| Sandkopf                     | 757,4    | Schwarzwälder Hochwald             | Trier-Saarburg                         | Beton-Sendeturm | Sandkopf mit Sendeturm |
| Steingerüttelkopf            | 756,6    | Idarwald                           | Bernkastel-Wittlich, Birkenfeld        | | Hauptkamm des Idarwalds, rechts der Steingerüttelkopf, vorne Hinzerath                                                    |
| Idarkopf                     | 745,7    | Idarwald                           | Bernkastel-Wittlich, Birkenfeld        | AT Idarkopfturm und weiterer Sendeturm;                                                                                | Der markante Idarkopf prägt den Hunsrück                                                                                  |
| Sensweiler Höhe              | 740,5    | Idarwald                           | Birkenfeld                             | | |
| Diebskopf                    | 738,9    | Schwarzwälder Hochwald             | Trier-Saarburg                         | | |
| Usarkopf                     | 725,4    | Idarwald                           | Bernkastel-Wittlich, Birkenfeld        | | Der Usarkopf im Hauptkamm des Idarwalds                                                                                   |
| Butterhecker Steinköpfe      | 722,6    | Schwarzwälder Hochwald             | Birkenfeld                             | | |
| Viehauskopf (Erbeskopf-Nk)   | 720,7    | Schwarzwälder Hochwald             | Bernkastel-Wittlich                    | | |
| Ringelkopf                   | 712,4    | Schwarzwälder Hochwald             | Birkenfeld                             | | |
| Rösterkopf                   | 708,1    | Osburger Hochwald                  | Trier-Saarburg                         | Fernmeldeturm Rösterkopf                                                                                               | Rösterkopf bei Reinsfeld                                                                                                  |
| Friedrichskopf               | 707,4    | Schwarzwälder Hochwald (Dollberge) | Birkenfeld, Trier-Saarburg             | | |
| Dollenberg am Tirolerstein   | 696,9    | Schwarzwälder Hochwald (Dollberge) | Birkenfeld, Trier-Saarburg             | | |
| Dollberg                     | 695,4    | Schwarzwälder Hochwald (Dollberge) | St. Wendel, Trier-Saarburg, Birkenfeld | Höchste Erhebung des Saarlands Ringwall von Otzenhausen                                                                | Schild mit Höhenangabe auf dem Gipfels                                                                                    |
| Teufelskopf                  | 695,0    | Schwarzwälder Hochwald             | Trier-Saarburg                         | Sender Teufelskopf | Blick von Nordwesten vom Ruwer-Hochwald-Radweg über Waldweiler hinweg zum Teufelskopf                                     |
| Schimmelkopf                 | 694,8    | Schwarzwälder Hochwald             | Trier-Saarburg, Merzig-Wadern          | | Windkraftrad Nr. 3 vom Typ E-115 mit 115 m Rotordurchmesser und 207 m Gesamthöhe auf dem Schimmelkopf bei Weiskirchen     |
| Mückenbornberg               | 692,6    | Schwarzwälder Hochwald             | Trier-Saarburg                         | | |
| Gefällberg                   | 690,8    | Schwarzwälder Hochwald             | Birkenfeld                             | | |
| Steinkopf                    | 683,3    | Schwarzwälder Hochwald             | Bernkastel-Wittlich                    | | |
| Hohltriefberg (Erbeskopf-Nk) | 680,6    | Schwarzwälder Hochwald             | Bernkastel-Wittlich                    | | |
| Pfannenfelskopf              | 680,4    | Schwarzwälder Hochwald             | Birkenfeld                             | Gemarkung Siesbach | |
| Wildenburger Kopf            | 670,7    | Schwarzwälder Hochwald             | Birkenfeld                             | Burg Wildenburg mit Aussichtsturm                                                                                      | Wildenburger Kopf von Westsüdwest                                                                                         |
| Hohe Wurzel                  | 668,9    | Osburger Hochwald                  | Trier-Saarburg                         | | |
| Wehlenstein                  | 667,8    | Schwarzwälder Hochwald             | Birkenfeld                             | | |
| Sandkopf                     | 663,6    | Schwarzwälder Hochwald             | Birkenfeld                             | | |
| Bromertskopf                 | 661,9    | Schwarzwälder Hochwald             | Bernkastel-Wittlich                    | | |
| Haardtkopf                   | 658,5    | Haardtwald                         | Bernkastel-Wittlich                    | Sender Haardtkopf | Haardtkopf aus Richtung Norden                                                                                            |
| Ellerspring                  | 657,5    | Soonwald                           | Bad Kreuznach                          | Fernmeldeturm Ellerspring                                                                                              | Winterbach hinweg zur Ellerspring                                                                                         |
| Simmerkopf                   | 653,0    | Soonwald                           | Rhein-Hunsrück                         | | Das Hinweiskreuz auf dem Gipfel des Simmerkopfs                                                                           |
| Ringkopf                     | 650,0    | Schwarzwälder Hochwald             | Birkenfeld                             | Ringwallanlage | |
| Opel                         | 649,3    | Soonwald                           | Bad Kreuznach                          | | |
| Hochsteinchen                | 648,3    | Soonwald                           | Rhein-Hunsrück                         | Aussichtsturm Hochsteinchen; Windkraftanlagen                                                                          | Hochsteinchen von Norden                                                                                                  |
| Mörschieder Burr             | 646,0    | Idarwald                           | Birkenfeld                             | | |
| Schanzerkopf                 | 643,5    | Soonwald                           | Rhein-Hunsrück                         | Sendemast | Schanzerkopf von Argenthal                                                                                                |
| Röderberg                    | 642,1    | Schwarzwälder Hochwald             | Bernkastel-Wittlich                    | | |
| Kandrich                     | 638,6    | Binger Wald                        | Bad Kreuznach                          | Sendemast | Blick über den Rhein, Rheindiebach und Oberdiebach zum Kandrich                                                           |
| Ranzenkopf                   | 637,1    | Haardtwald                         | Bernkastel-Wittlich                    | | |
| Katzenkopf                   | 636,5    | Soonwald                           | Rhein-Hunsrück                         | | |
| Ochsenbaumer Höhe            | 633,5    | Soonwald                           | Rhein-Hunsrück                         | | |
| Wildburghöhe                 | 633,5    | Soonwald                           | Rhein-Hunsrück                         | Ruine Wildburg | |
| Ginsterkopf                  | 632,5    | Soonwald                           | Rhein-Hunsrück                         | | |
| Salzkopf                     | 627,6    | Binger Wald                        | Mainz-Bingen                           | AT Salzkopfturm; Sendemast                                                                                             | Blick vom Hochsteinchen zum Salzkopf                                                                                      |
| Schlaukopf                   | 626,7    | Schwarzwälder Hochwald             | Bernkastel-Wittlich                    | | |
| Vorkastell                   | 626,0    | Schwarzwälder Hochwald (Dollberge) | Birkenfeld                             | | |
| Alteburg                     | 620,5    | Soonwald                           | Bad Kreuznach                          | AT Alteburgturm; Wallanlage                                                                                            | Alteburg von Süden, im Vordergrund Seesbach                                                                               |
| Franzenkopf                  | 617,3    | Binger Wald                        | Mainz-Bingen                           | | |
| Halster-Höhe                 | 601,2    | Hunsrückhochfläche                 | Bernkastel-Wittlich                    | | |
| Womrather Höhe               | 599,1    | Lützelsoon                         | Bad Kreuznach, Rhein-Hunsrück          | | Lützelsoon von Süden |
| Rothenburg                   | 592,6    |                                    | Birkenfeld                             | Aussichtsturm Hattgenstein                                                                                             | |
| Roßkopf                      | 589,1    | Binger Wald                        | Bad Kreuznach                          | | |
| Eichberg                     | 585,2    | Soonwald                           | Rhein-Hunsrück                         | | |
| Grendericher Höhe            | 583,0    | Schwarzwälder Hochwald             | Trier-Saarburg                         | | |
| Auf der Höh                  | 581,9    | Haardtwald                         | Bernkastel-Wittlich                    | | |
| Gemündener Höhe              | 575,2    | Soonwald                           | Rhein-Hunsrück                         | | |
| Auerhahnkopf                 | 574,2    | Binger Wald                        | Bad Kreuznach                          | | |
| Teufelsfels                  | 569,0    | Lützelsoon                         | Bad Kreuznach                          | Aussichtsturm Teufelsfels                                                                                              | Blick vom Aussichtsturm zum Teufelsfels                                                                                   |
| Kesselberge                  | 567,6    | Soonwald                           | Bad Kreuznach                          | | |
| Kahlenberg                   | 564,3    | Schwarzwälder Hochwald (Dollberge) | St. Wendel                             | | |
| Steineberg                   | 563,9    | Soonwald                           | Bad Kreuznach                          | | |
| Benkelberg                   | 563,5    | Schwarzwälder Hochwald             | St. Wendel                             | | |
| Kupp                         | 559,6    | Osburger Hochwald                  | Trier-Saarburg                         | | |
| Koppensteiner Höhe           | 554,9    | Soonwald                           | Rhein-Hunsrück                         | Burg Koppenstein | Die Koppensteiner Höhe, Blick von Nordwesten. Mitte links der Bergfried der Burg Koppenstein                              |
| Leyenberg                    | 551,1    | Schwarzwälder Hochwald             | St. Wendel                             | | |
| Luftekopf                    | 551,1    | Hunsrückhochfläche                 | Rhein-Hunsrück                         | | |
| Schneeberg                   | 540,6    | Schwarzwälder Hochwald             | Trier-Saarburg                         | | |
| Morbornröde                  | 539,2    | Schwarzwälder Hochwald             | Trier-Saarburg                         | | |
| Felsenberg                   | 537,2    | Schwarzwälder Hochwald             | St. Wendel                             | | |
| Zeilberg                     | 536,3    | Rheinhunsrück                      | Rhein-Hunsrück                         | | |
| Geyerfels                    | 532,3    | Soonwald                           | Bad Kreuznach                          | | |
| Heidkopf                     | 530,2    | Osburger Hochwald                  | Trier-Saarburg                         | | |
| Fleckertshöhe                | 529,8    | Rheinhunsrück                      | Rhein-Hunsrück                         | Sender Boppard-Fleckertshöhe                                                                                           | Bergkuppe mit dem Sender Boppard-Fleckertshöhe                                                                            |
| Raukopf                      | 524,1    | Schwarzwälder Hochwald             | Trier-Saarburg                         | | |
| Hübelberg                    | 523,1    | Schwarzwälder Hochwald             | Merzig-Wadern                          | | |
| Gemeindeberg                 | 521,3    | Schwarzwälder Hochwald             | Trier-Saarburg                         | | |
| Steineberg                   | 521,2    | Schwarzwälder Hochwald             | Trier-Saarburg                         | | |
| Judenkopf                    | 517,0    | Saar-Ruwer-Hunsrück                | Trier-Saarburg, Merzig-Wadern          | | |
| Auf den Fröhnen              | 508,2    | Pellinger Hochflächen              | Trier-Saarburg                         | | |
| Kronenberg                   | 505,3    | Hunsrückhochfläche                 | Rhein-Hunsrück                         | | |
| Kümperich                    | 503,2    | Hunsrückhochfläche                 | Rhein-Hunsrück                         | | |
| Graskopf                     | 502,6    | Rheinhunsrück                      | Rhein-Hunsrück                         | | |
| Dreikopf                     | 501,9    | Pellinger Hochflächen              | Trier-Saarburg                         | | Windpark auf dem Dreikopf                                                                                                 |
| Höckerberg                   | 499,8    | Saar-Ruwer-Hunsrück                | Trier-Saarburg                         | | |
| Fallenseifenberg             | 499,0    | Schwarzwälder Hochwald             | St. Wendel                             | | |
| Schönberger Höhe             | 490,4    | Soonwald                           | Bad Kreuznach                          | | |
| Hohe Buch                    | 489,4    | Hunsrückhochfläche                 | Rhein-Hunsrück                         | | |
| Götzekopf                    | 489,2    | Rheinhunsrück                      | Rhein-Hunsrück                         | | |
| Maulbeerenberg               | 483,5    | Rheinhunsrück                      | Rhein-Hunsrück                         | | |
| Goßberg                      | 483,2    | Hunsrückhochfläche                 | Rhein-Hunsrück                         | | Goßberg mit Bunkergelände                                                                                                 |
| Geisberg                     | 482,1    | Saar-Ruwer-Hunsrück                | Trier-Saarburg                         | | |
| Birkenhöhe                   | 481,0    | Hunsrückhochfläche                 | Rhein-Hunsrück                         | | |
| Weidberg                     | 474,9    | Saar-Ruwer-Hunsrück                | Trier-Saarburg                         | | |
| Steinanwand                  | 473,4    | Osburger Hunsrück                  | Trier-Saarburg                         | bei Herl | |
| Auf der Kapp                 | 465,3    | Saar-Ruwer-Hunsrück                | Trier-Saarburg                         | | |
| Galgenhöhe                   | 464,9    | Hunsrückhochfläche                 | Rhein-Hunsrück                         | AT Galgenturm | Aussicht vom Galgenturm auf Mastershausen und Umgebung                                                                    |
| Wilhelmskopf                 | 464,9    | Saar-Ruwer-Hunsrück                | Trier-Saarburg                         | | |
| Rothenberg                   | 464,8    | Hunsrückhochfläche                 | Rhein-Hunsrück                         | | |
| Horstkopf                    | 463,2    | Moselhunsrück                      | Mayen-Koblenz                          | | |
| Tonhügel                     | 463,0    | Hunsrückhochfläche                 | Rhein-Hunsrück                         | | |
| Motzenberg                   | 454,2    | Hunsrückhochfläche                 | Rhein-Hunsrück                         | | |
| Hubertsberg                  | 453,9    | Osburger Hunsrück                  | Trier-Saarburg                         | | |
| Hochrott                     | 453,8    | Moselhunsrück                      | Cochem-Zell                            | | |
| Hohestein                    | 452,6    | Moselhunsrück                      | Cochem-Zell                            | | |
| Hartberg                     | 449,0    | Pellinger Hochflächen              | Trier-Saarburg                         | | |
| Lichtenkopf                  | 448,8    | Lützelsoon                         | Rhein-Hunsrück                         | | |
| Warthberg                    | 447,7    | Hunsrückhochfläche                 | Bernkastel-Wittlich                    | | |
| Uhler Kopf                   | 441,0    | Hunsrückhochfläche                 | Rhein-Hunsrück                         | | |
| Wackelserfels                | 440,5    | Saar-Ruwer-Hunsrück                | Trier-Saarburg                         | | |
| Gauchsberg                   | 437,7    | Gauchswald                         | Bad Kreuznach                          | | Der Gauchswald aus nördlicher Richtung                                                                                    |
| Rothekopf                    | 437,0    | Moselhunsrück                      | Cochem-Zell                            | | |
| Sellscheid                   | 426,3    | Saar-Ruwer-Hunsrück                | Trier-Saarburg                         | | |
| Biedelt                      | 425,9    | Osburger Hunsrück                  | Trier-Saarburg                         | | |
| Schock                       | 425,9    | Moselhunsrück                      | Cochem-Zell                            | | |
| Schankberg                   | 425,1    | Saar-Ruwer-Hunsrück                | Trier-Saarburg                         | | |
| Knappacht                    | 424,8    | Osburger Hunsrück                  | Trier-Saarburg                         | | |
| Schellberg                   | 424,2    | Pellinger Hochflächen              | Trier-Saarburg, Trier                  | | |
| Bummkopf                     | 421,2    | Moselhunsrück                      | Cochem-Zell                            | | |
| Hochkessel                   | 420,2    | Moselhunsrück                      | Cochem-Zell                            | Überreste Fliehburg | Von der Mosel eingeschlossener Hochkessel                                                                                 |
| Hahnenkopf                   | 419,7    | Haardtwald                         | Bernkastel-Wittlich                    | | |
| Olymp                        | 414,6    | Moselhunsrück                      | Bernkastel-Wittlich                    | | Bernkastel-Olymp.jpg |
| Spitzenstein                 | 411,5    | Rheinhunsrück                      | Rhein-Hunsrück-Kreis                   | Aussichtsturm Spitzenstein, Überreste einer Telegrafenstation                                                          | Spitzenstein von Ostsüdost                                                                                                |
| Geisberg                     | 405,8    | Moselhunsrück                      | Cochem-Zell                            | | |
| Gutweiler Berg               | 405,5    | Pellinger Hochflächen              | Trier-Saarburg                         | | |
| Dickenberg                   | 404,0    | Moselhunsrück                      | Mayen-Koblenz                          | | |
| Althauskopf                  | 397,8    | Moselhunsrück                      | Cochem-Zell                            | | |
| Maulbeerkopf                 | 397,5    | Rheinhunsrück                      | Mayen-Koblenz                          | | |
| Schlack                      | 392,5    | Moselhunsrück                      | Cochem-Zell                            | | |
| Druidenberg                  | 384,7    | Binger Wald                        | Bad Kreuznach                          | | |
| Müdener Bock                 | 384,3    | Moselhunsrück                      | Cochem-Zell                            | | |
| Kühkopf                      | 382,2    | Rheinhunsrück                      | Koblenz                                | Fernmeldeturm Koblenz                                                                                                  | Kühkopf mit Fernmeldeturm                                                                                                 |
| Burgkopf                     | 371,1    | Osburger Hunsrück                  | Trier-Saarburg                         | Reste römerzeitliche Tempelanlage                                                                                      | |
| Auf`m Erft                   | 377,8    | Moselhunsrück                      | Cochem-Zell                            | | |
| Hurtskopf                    | 377,5    | Moselhunsrück                      | Cochem-Zell                            | | |
| Schafberg                    | 370,2    | Moselhunsrück                      | Mayen-Koblenz                          | | |
| Schellenberg                 | 351,9    | Moselhunsrück                      | Cochem-Zell                            | | |
| Augustahöhe                  | 350,0    | Rheinhunsrück                      | Koblenz                                | | Lahnmündung in Niederlahnstein mit jenseits des Rheins gelegenen Stolzenfels, dem Schloss Stolzenfels und der Augustahöhe |
| Strimmiger Berg              | 350,0    | Moselhunsrück                      | Cochem-Zell                            | | |
| Heidekopf                    | 344,3    | Rheinhunsrück                      | Mayen-Koblenz                          | | |
| Naumeter Kopf                | 343,9    | Saar-Ruwer-Hunsrück                | Trier                                  | bei Trier-Tarforst | |
| Kohlberg                     | 336,0    | Rheinhunsrück                      | Rhein-Hunsrück                         | | |
| Münnichsberg                 | 336,0    | Moselhunsrück                      | Mayen-Koblenz                          | | |
| Rodenberg                    | 334,8    | Moselhunsrück                      | Cochem-Zell                            | | |
| Hohlenhau                    | 314,6    | Moselhunsrück                      | Mayen-Koblenz                          | | |
| Layer Kopf                   | 312,7    | Rheinhunsrück                      | Koblenz                                | | |
| Hirschkopf                   | 302,9    | Rheinhunsrück                      | Rhein-Hunsrück                         | | |
| Jahrsberg                    | 301,0    | Moselhunsrück                      | Mayen-Koblenz                          | | |
| Bärenkopf                    | 295,1    | Moselhunsrück                      | Cochem-Zell                            | | |
| Keilköpfchen                 | 292,6    | Moselhunsrück                      | Cochem-Zell                            | | |
| Eschberg                     | 287,5    | Moselhunsrück                      | Cochem-Zell                            | | |
| Ginsterberg                  | 284,8    | Moselhunsrück                      | Cochem-Zell                            | | |
| Hasenberg                    | 272,6    | Rheinhunsrück                      | Koblenz                                | | |
| Verbrannter Berg             | 256,4    | Moselhunsrück                      | Cochem-Zell                            | | |
| Dommelberg                   | 222,2    | Rheinhunsrück                      | Koblenz                                | Prähistorische Höhensiedlung                                                                                           | Der Dommelberg (links), gesehen von der Schwerinerhütte im Koblenzer Stadtwald, mit dem Rhein und der Stadt Koblenz       |

## Abkürzungen
Die in der Tabelle verwendeten Abkürzungen  bedeuten:
- AT = Aussichtsturm
- Nk = Nebenkuppe